# میانس
میانس (به اسپانیایی: Mianos) یک دهستان در اسپانیا است که در استان ساراگوسا واقع شده‌است. میانس ۱۴ کیلومتر مربع مساحت و ۴۵ نفر جمعیت دارد.